# Channeled Scablands
Les Channeled Scablands sont une zone d'érosion caractéristique de l'État de Washington aux États-Unis. Le géologue américain J Harlen Bretz a, le premier, émis l'hypothèse par la suite confirmée que ces formations ont été créées par les inondations de Missoula. Celles-ci ont ravagé périodiquement l'est de cet État et le plateau du Columbia au cours du Pléistocène.